# Ambassade de France au Laos
L'ambassade de France au Laos est la représentation diplomatique de la République française auprès de la  république démocratique populaire du Laos. Elle est située à Vientiane, la capitale du pays, et son ambassadrice est, depuis 2021, Siv Leng Chhuor.

## Ambassade
L'ambassade est située dans le cœur historique de Vientiane, à proximité du Palais présidentiel, du Vat Sisakhet et du Vat Phra Kèo, ainsi que de la cathédrale du Sacré-Cœur de Vientiane, construite par les missionnaires français en 1928. Elle accueille aussi une section consulaire.

## Histoire

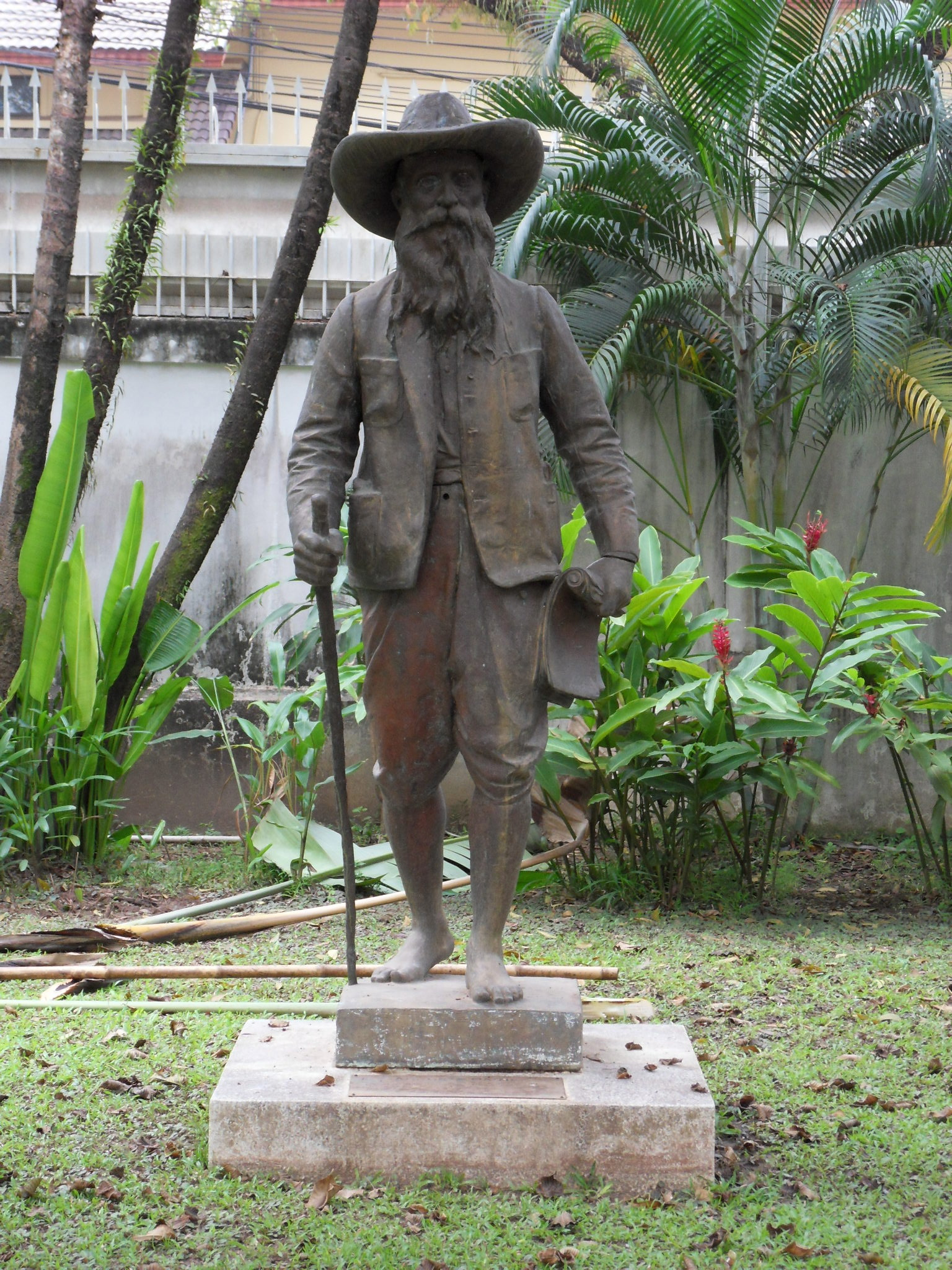
Statue d'Auguste Pavie.

Le bâtiment qu'occupe aujourd'hui l'ambassade de France a été réalisé au début du XXe siècle, initialement pour y accueillir la direction des travaux publics. L'ensemble des édifices construits autour du parc compose l'actuel campus diplomatique, acquis par le gouvernement français en 1956. On y trouve la résidence de France, construite en 1923, un pavillon d'hôtes et plusieurs villas accueillant des agents ou des services de l'ambassade. Plusieurs restaurations ont été réalisées au cours du siècle dernier, le dernier datant de 1999.
Dans le jardin de la chancellerie se trouve une statue en bronze d'Auguste Pavie réalisée en 1933 par le sculpteur français Paul Ducuing.

## Ambassadeurs de France au Laos
| De   | À    | Ambassadeur                         |
| ---- | ---- | ----------------------------------- |
| 1953 | 1954 | Miguel Joaquim de Pereyra           |
| 1954 | 1955 | Michel Bréal                        |
| 1955 | 1957 | André Guibaut                       |
| 1957 | 1959 | Olivier Gassouin                    |
| 1959 | 1963 | Pierre-Louis Falaize                |
| 1963 | 1966 | Pierre Millet                       |
| 1966 | 1968 | Claude Arnaud                       |
| 1968 | 1973 | André Ross                          |
| 1973 | 1976 | Georges Cardi                       |
| 1976 | 1978 | Roger Duzer                         |
| 1978 | 1982 | Rupture des relations diplomatiques |
| 1982 | 1985 | Jean-Noël de Bouillane de Lacoste   |
| 1985 | 1989 | Marc Menguy                         |
| 1989 | 1992 | Daniel Dupont                       |
| 1992 | 1994 | Xavier Roze                         |
| 1994 | 1997 | Gérard Chesnel                      |
| 1997 | 2002 | Renaud Lévy                         |
| 2002 | 2004 | Bernard Pottier                     |
| 2004 | 2008 | Maurice Portiche                    |
| 2008 | 2012 | François Sénémaud                   |
| 2012 | 2012 | Jean-René Gehan                     |
| 2012 | 2015 | Yves Carmona                        |
| 2015 | 2018 | Claudine Ledoux                     |
| 2018 | 2021 | Florence Jeanblanc-Risler           |
| 2021 | auj. | Siv Leng Chhuor                     |

## Relations diplomatiques
Auparavant dotée d'un Haut-commissaire au Laos, la France a nommé son premier ambassadeur en 1957.
Le 23 août 1978, la Laos rompt ses relations diplomatiques avec la France, à la suite de l'intervention vietnamienne dans le pays et de la rupture avec la république populaire de Chine. Les relations n'ont été rétablies qu'en 1982, avec la nomination d'un nouvel ambassadeur.

## Consulat

### Communauté française
Au 31 décembre 2016, 2 129 Français sont inscrits sur les registres consulaires au Laos, principalement établis dans la capitale, Vientiane, ainsi que plus sporadiquement à Savannakhet, Luang Prabang et Paksé. La communauté française est la 3e population étrangère du pays, après les Thaïlandais et les Vietnamiens.
| 2001 | 2002 | 2003 | 2004  |
| ---- | ---- | ---- | ----- |
| 882  | 999  | 967  | 1 012 |

| 2005  | 2006  | 2007  | 2008  |
| ----- | ----- | ----- | ----- |
| 1 086 | 1 278 | 1 209 | 1 439 |

| 2009  | 2010  | 2011  | 2012  |
| ----- | ----- | ----- | ----- |
| 1 568 | 1 741 | 1 884 | 1 952 |

| 2013  | 2014  | 2015  | 2016  |
| ----- | ----- | ----- | ----- |
| 1 936 | 2 069 | 2 090 | 2 129 |

### Circonscriptions électorales
Depuis la loi du 22 juillet 2013 réformant la représentation des Français établis hors de France avec la mise en place de conseils consulaires au sein des missions diplomatiques, les ressortissants français du Laos élisent pour six ans un conseiller consulaire. Ce dernier a trois rôles : 
1. il est un élu de proximité pour les Français de l'étranger ;
2. il appartient à l'une des quinze circonscriptions qui élisent en leur sein les membres de l'Assemblée des Français de l'étranger ;
3. il intègre le collège électoral qui élit les sénateurs représentant les Français établis hors de France.

Pour l'élection à l'Assemblée des Français de l'étranger, le Laos appartenait jusqu'en 2014 à la circonscription électorale de Bangkok comprenant aussi la Birmanie, le Brunei, le Cambodge, l'Indonésie, la Malaisie, Palaos, les Philippines, Singapour, la Thaïlande, le Timor oriental et le Viêt Nam, et désignant un siège. Le Laos appartient désormais à la circonscription électorale « Asie-Océanie » dont le chef-lieu est Hong Kong et qui désigne neuf de ses 59 conseillers consulaires pour siéger parmi les 90 membres de l'Assemblée des Français de l'étranger.
Pour l'élection des députés des Français de l’étranger, le Laos dépend de la 11e circonscription.